# Liste des rois d'Urartu
 (mai 2020).
Cette page reprend la liste des rois d'Urartu (Ararat ou Royaume de Van), à l'Âge du fer. Leur royaume était centré sur le Lac de Van à l'est de l'Asie Mineure.

## Premiers rois
- Arame 858 av.J.-C.- 844 av. J.-C.
- Lutipri 844 av.J-C -834 av. J.-C.

## Montée au pouvoir
- Sarduri Ier (appelé aussi Sarduris Ier, Sedur Ier, Asiduri Ier) 834 av. J.-C.-828av. J.-C. BC; connu en Assyrie sous le nom d'Ishtarduri, il déplace sa capitale à Tushpa, agrandit la forteresse de Van (Turquie). Il a peut-être établi une nouvelle dynastie.
- Ishpuhini (appelé aussi Ishpuini, Ispouhuini) the Establisher 828 av. J.-C.-810 av.J-C. ; il étend l'empire et conquiert Musasir.
- Menua (aussi connu sous le nom de Menuas, Minua) le Conquérant 810 av. J.-C.-785 av. J.-C.BC; gouverne d'abord avec son père Ishpuhini, il étend considérablement le royaume, organise une centralisation administrative, fonde de nombreuses forteresses, développe une canal et un système d'irrigation.
- Argishti Ier 785 av. J.-C.-763 av.J.-C.; fortifie les frontières de l'empire, fonde Erebouni (aujourd'hui Erevan).
- Sarduri II 763 av.J.-C.-735 av.J-C.; l'expansion est à son apogée de même que la puissance d'Urartu.
- Rusa Ier (aussi Roussa Ier) 735 av.-J.-C.;714 av. J-C.; attaques assyriennes et des Cimmériens.
- Argishti II 714 av.J.-C.-680 av. J.-C.
- Rusa II (connu sous le nom de Yaya par les rois assyriens) 680 av. J.-C.-639 av. J-C.
- Sarduri III 639 av.J.-C.-635 av. J.-C.

## Declin
- Erimena 635 av. J.-C.-629 av. J.-C.
- Rusa III 629 av. J.-C.- 590 av. J.-C.; 629 av. J.-C. ou 629 av. J.-C.-615 av. J.-C.

## Défaites et destruction
- Sarduri IV 615 av. J.-C.-595 av. J.-C.
- Rusa IV 595 av. J.-C.- 585 av. J.-C.; raids des Mèdes et des Scythes.

Les Orontides débutent une dynastie avec Orontès Ier (570 av. J.-C.–560 av. J.-C.), après le dernier roi d'Urartu.